# Tapsi Hapsi Artúr király udvarában
A Tapsi Hapsi Artúr király udvarában (eredeti cím: A Connecticut Rabbit in King Arthur's Court, egyéb címen Bugs Bunny in King Arthur's Court) 1978-ben bemutatott amerikai rajzfilm, amely a Bolondos dallamok című rajzfilmsorozat, és Mark Twain regénye alapján készült. Az animációs játékfilm rendezője, producere és írója Chuck Jones. A zenéjét Dean Elliott szerezte. A tévéfilm Warner Bros. Television és a Chuck Jones Enterprises gyártásában készült. Műfaja filmvígjáték.
Amerikában 1978. február 23-án a CBS-en, Magyarországon 1987. november 3-án a Dodó kacsa húsvéti meglepetése című rajzfilm ismétlése előtt az MTV1-en vetítették le a televízióban.

## Cselekmény
A georgiai földimogyoró-fesztiválra tartó Tapsi Hapsi rossz irányba fordul el a rebarbaragyökereknél, ezért Angliába kerül, az 528. évbe.

## Szereplők
| Szereplő                           | Eredeti hang | Magyar hang      |
| ---------------------------------- | ------------ | ---------------- |
| Tapsi Hapsi                        | Mel Blanc    | Harkányi Endre   |
| Dodó kacsa (Artúr király)          | Mel Blanc    | Usztics Mátyás   |
| Rissz-Rossz Sam (Merlin of Monroe) | Mel Blanc    | Székhelyi József |
| Cucu malac                         | Mel Blanc    | Szombathy Gyula  |
| Elmer Fudd (Sir Elmer of Fudde)    | Mel Blanc    | Petrik József    |
| Isten                              | Mel Blanc    | Kristóf Tibor    |
| Sárkány                            | Mel Blanc    | Szoó György      |

### Magyar szinkron
- Munkatárs: Boros István
- Magyar szöveg: Jankovich Krisztina
- Hangmérnök: Kováts Gábor
- Rendezőasszisztens: Lakos Éva
- Vágó: Nikodém Zsigmond
- Gyártásvezető: Nagy Zoltán
- Szinkronrendező: Tomasevics Zorka
- Cím és stáblista felolvasó: Kertész Zsuzsa
- Szöveg felolvasó: Kristóf Tibor

A szinkron a Magyar Televízió megbízásából a Pannónia Filmstúdió készült 1986-ban.